# Магнолія чампака
Магнолія чампака, відома англійською як champak ([ˈtʃʌmpək]), — велике вічнозелене дерево родини Magnoliaceae. Раніше його класифікували як Michelia champaca. Воно відоме своїми запашними квітами та деревиною, яка використовується в деревообробці.

## Етимологія
Видовий епітет champaca походить від санскритського слова चम्पक campaka IAST.

### Народні назви
Інші народні назви в англійській мові включають Joy Perfume Tree, yellow jade orchid tree та ароматна гімалайська шампака.

## Поширення і середовище проживання
Батьківщиною дерева є індомалайське царство, що складається з Південної Азії, Південно-Східної Азії — Індокитаю та південного Китаю.
Воно зростає в екорегіонах тропічних і субтропічних вологих широколистяних лісів на висоті 200—1 600 метрів (660—5 250 фут). Його батьківщиною є Мальдіви, Бангладеш, Камбоджа, Китай, Індія, Індонезія, Малайзія, М'янма, Непал, Філіппіни, Таїланд і В'єтнам. У Китаї він походить з південного Тибету та південних/південно-західних провінцій Юньнань. У 2021 році ізольована, імовірно, місцева популяція M. champaca була ідентифікована в Ємені, що зробило M. champaca єдиним видом у Magnoliaceae, який, як відомо, зростає на Аравійському півострові.

## Опис
У своєму рідному ареалі Magnolia champaca виростає до 50 метрів (160 фут) або вище. Її стовбур може сягати 1,9 метра (6,2 фут) у діаметрі. Дерево має вузьку зонтикоподібну крону.

Має сильно запашні квіти різних відтінків від кремового до жовто-помаранчевого, які розпускаються з червня по вересень. Оберненояйцеподібно-еліпсоїдні плодолистки дають 2-4 насінини упродовж вересня-жовтня.

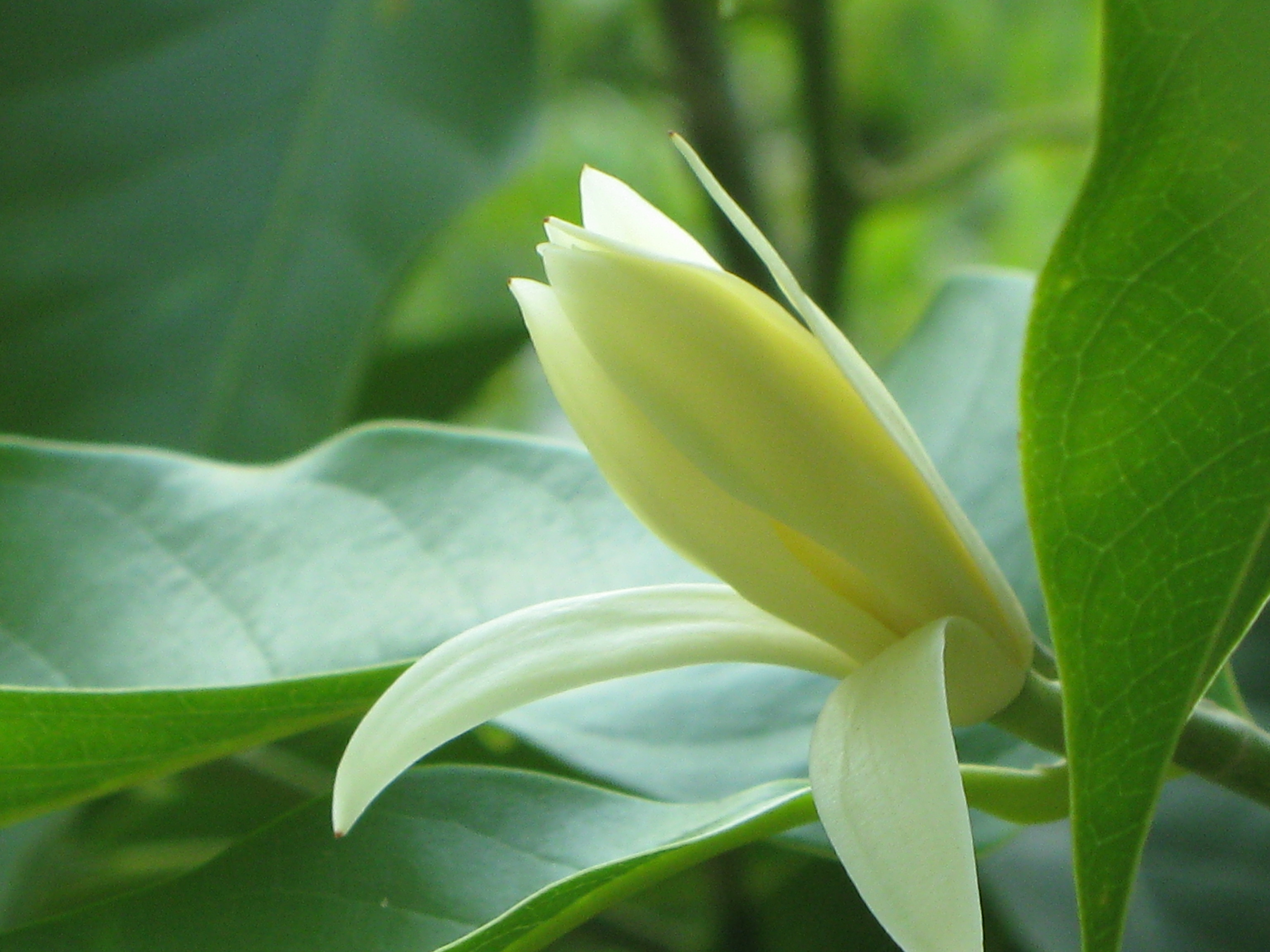
Біла квітка чампак
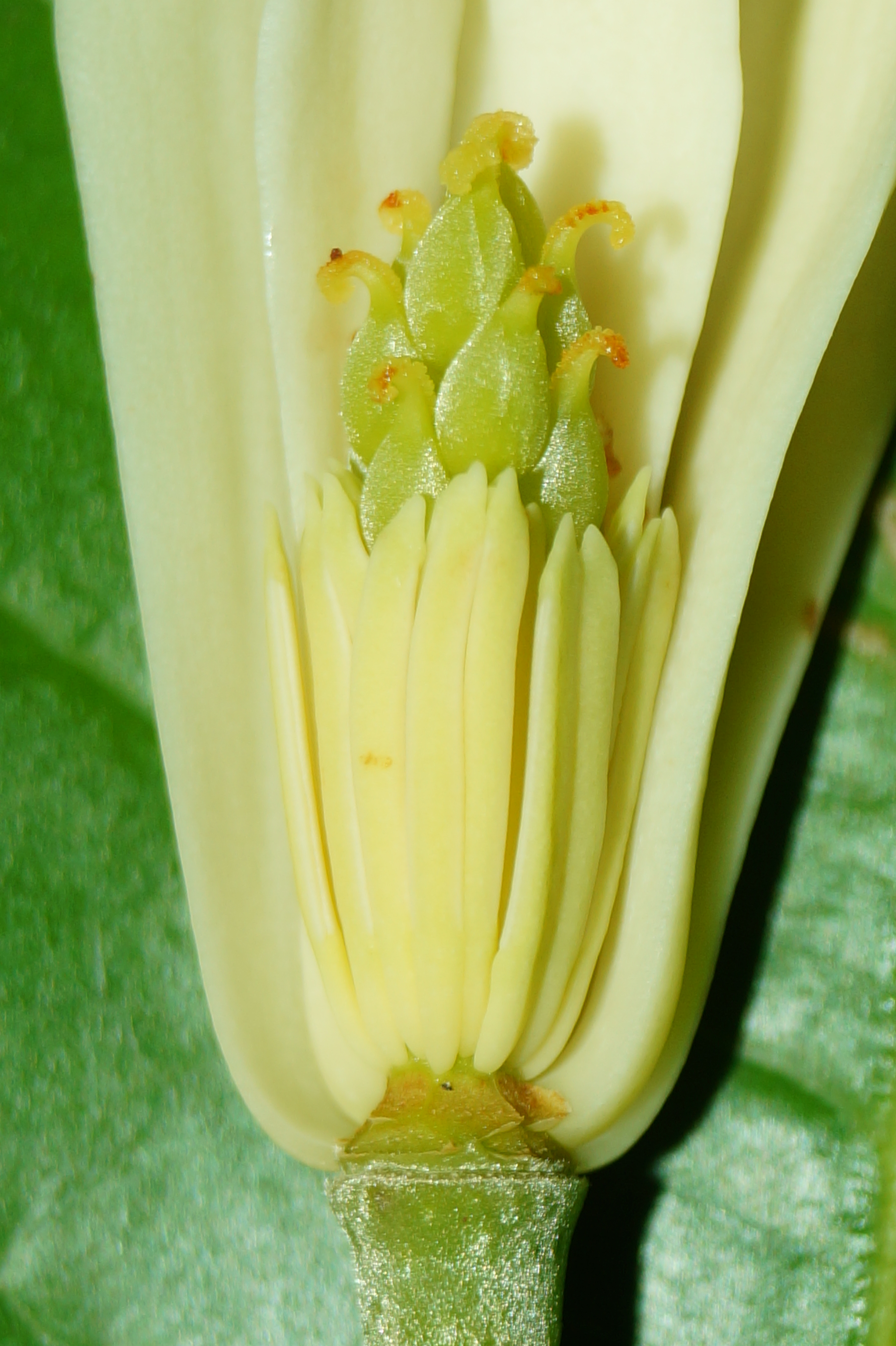
Основа квітки чампак
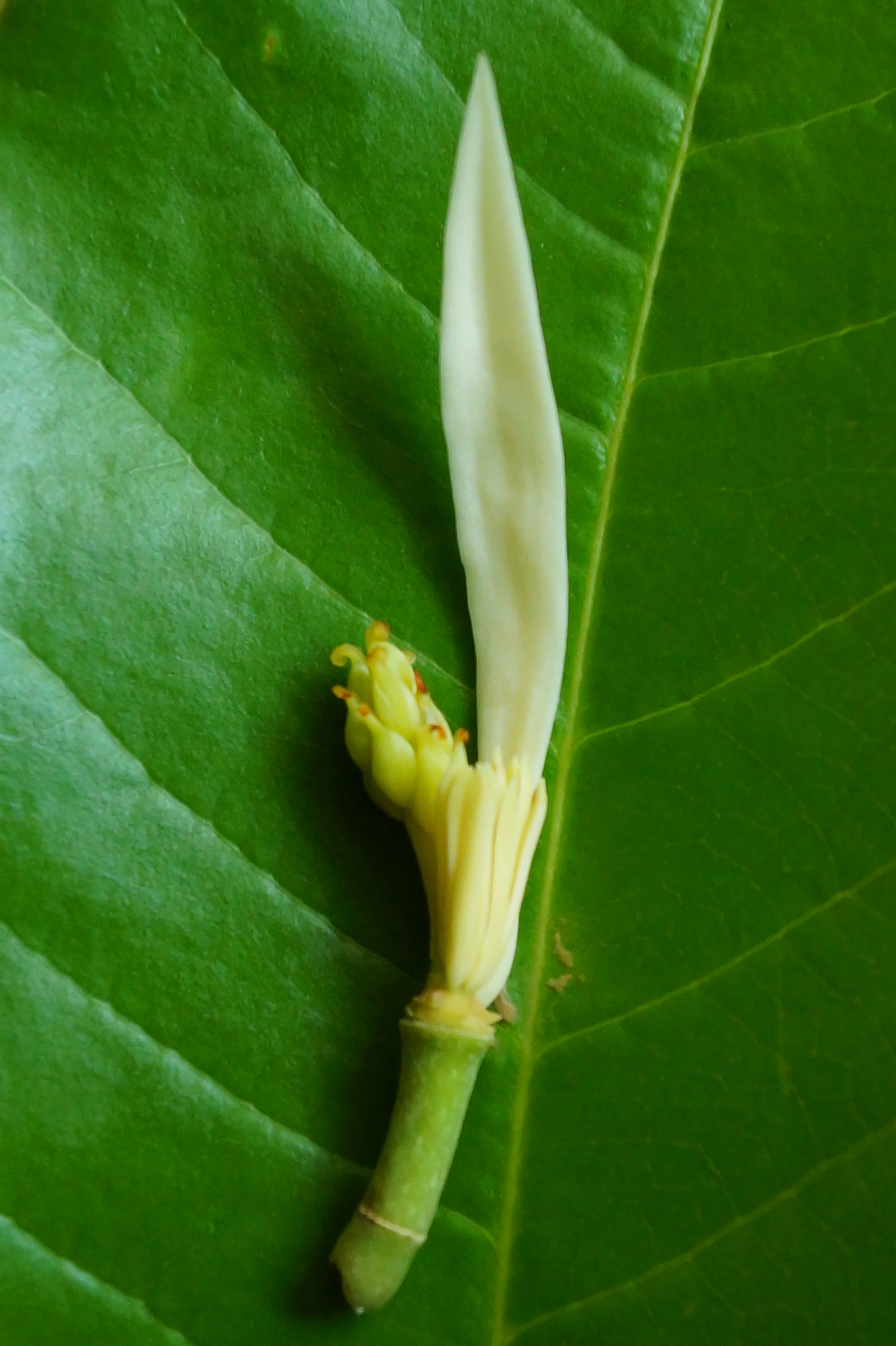
Одна пелюстка чампак

## Сорти—гібриди
Сорти і гібриди магнолії champaca:
- Магнолія (Michelia) champaca var. champaca — Хуан лан (юань бянь чжун), (黄兰(原变种)) китайською мовою. До 30 метрів (98 фут) заввишки, задокументовано в Китаї.[11]
- Магнолія (Michelia) champaca var. pubinervia — китайською мовою Mao ye mai huang lan (毛叶脉黄兰). До 50 метрів (160 фут) заввишки або ще вище, задокументовано в Китаї.[12]
- Magnolia × alba — білоквітковий гібрид Magnolia champaca і Magnolia montana.[5]

У Таїланді є й інші передбачувані гібриди, які культивуються з іншими видами, зокрема з Magnolia liliifera та Magnolia coco.

## Культурологічні аспекти

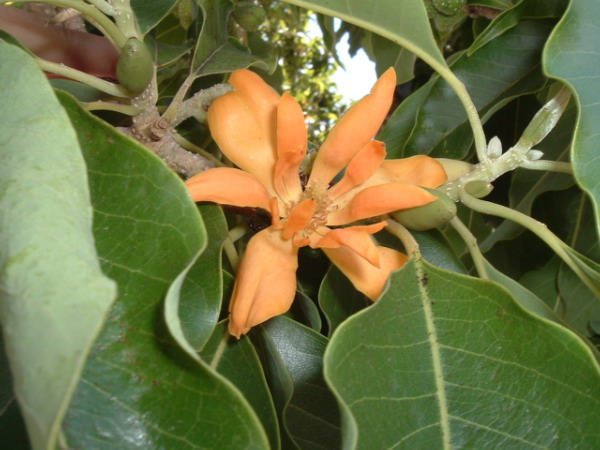
Помаранчевий різновид квітки при перецвіті

У буддизмі Тхеравади кажуть, що чампака використовувалася як дерево для досягнення просвітлення, або Бодхі, чотирнадцятим Буддою під назвою «Аттадасі — අත්ථදස්සි». Згідно з віруваннями тибетців, Будда наступної ери знайде просвітлення під білими квітами дерева чампака.

## Використання

### Аромат
Квіти використовуються в Південній Азії, особливо в Індії, для кількох цілей. Вони в основному використовуються в церемоніях поклоніння, як вдома, так і поза храмами, їх також частіше носять у волоссі дівчата та жінки як засіб краси, а також як природний парфум. Квіти плавають у чашах з водою, щоб ароматизувати кімнату, як ароматну та барвисту прикрасу для весільних ліжок та гірлянд.
Дерево традиційно використовувалося для виготовлення ароматних олій для волосся та масажу. Відомі духи Жана Пату, «Joy», другий найбільш продаваний парфум у світі після Chanel № 5, частково отримують з ефірних олій квітів чампаки. Від цього походить і народна назва «парфумерне дерево радості». Багато нішевих парфумерів тепер знову використовують Champaca Absolute як єдині аромати.
Кажуть, що аромат, схожий на запах цієї рослини, виділяє цивета на Шрі-Ланці, Paradoxurus montanus. Оскільки всі інші цивети, як відомо, виділяють дуже неприємні запахи, цей вид відомий своїм приємним запахом, схожим на запах цієї рослини.

### Пиломатеріали

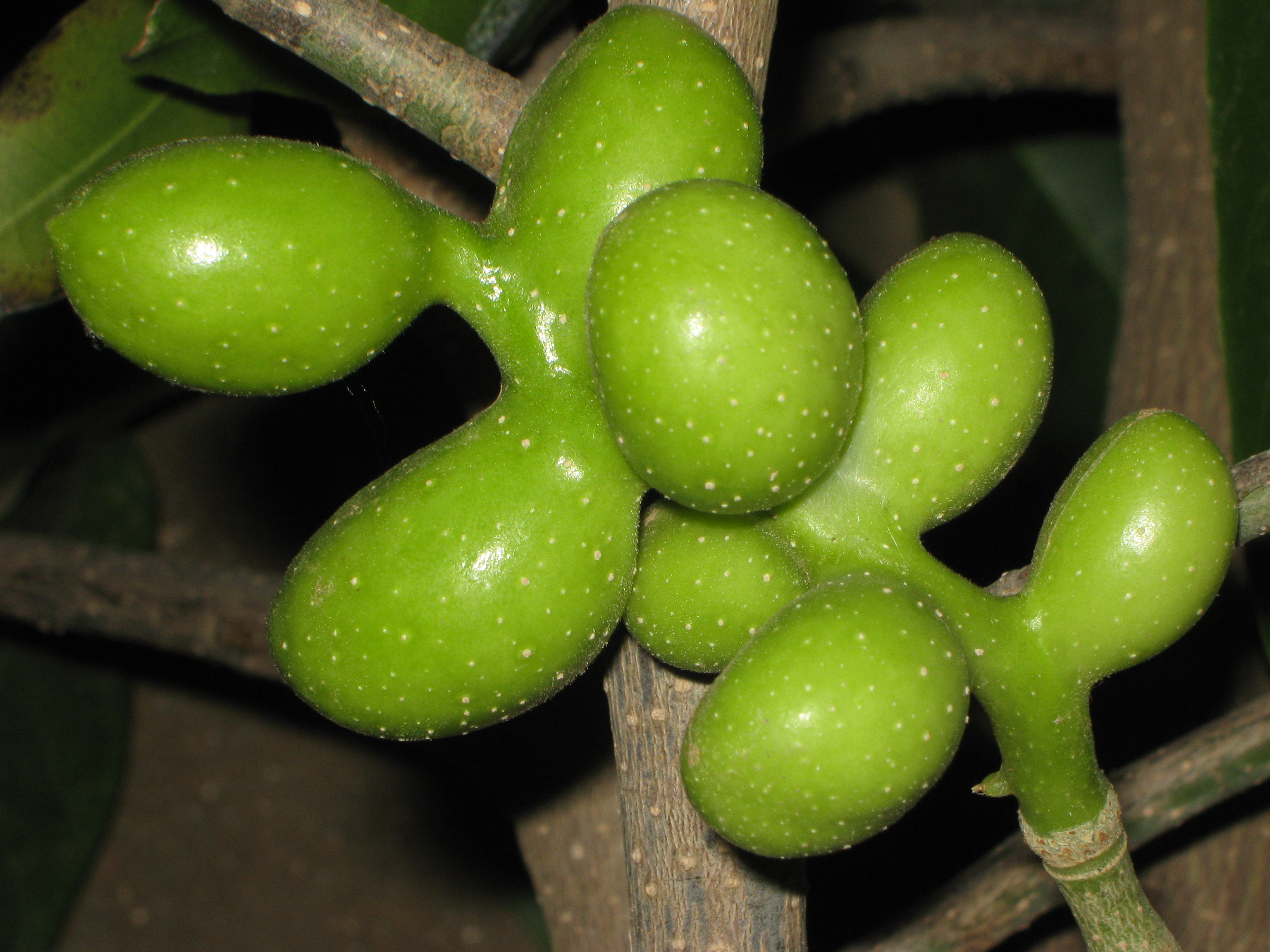
Плоди дерева чампак

У своїй рідній Індії та Південно-Східній Азії чампак вирубують заради цінної деревини. Він має тонку текстуру деревини темно-коричневого та оливкового кольорів, яка використовується у виготовленні меблів, будівництві та шафі.
Вид захищений від вирубки в деяких штатах Індії, особливо в південно-західному регіоні, де деякі гаї вважаються священними для індуїстів і буддистів.

### Культивування
Magnolia champaca культивується спеціалізованими розплідниками рослин як декоративна рослина, через її форму як декоративне дерево, як щільну огорожу та запашні квіти. Його висаджують у землю в садах із тропічним і субтропічним кліматом, наприклад у прибережній Південній і Центральній Каліфорнії. Його висаджують у контейнери в більш прохолодному помірному кліматі. Вимагає повного сонця та регулярного поливу.

## Екологія
Ароматні квіти приваблюють метеликів і колібрі. Його вкрите арилами насіння дуже привабливе для птахів.

## Подальше читання
- Фернандо, М. Тиліна Р. та ін. «Визначення класу спокою та поведінки насіння чампака (Magnolia champaca) при зберіганні, важливого тропічного деревного дерева». Журнал Національного наукового фонду Шрі-Ланки 41.2 (2013): 141—146.